# مدل هموردش
مدل هموردش هارولد کلی (1967, 1971, 1972, 1973) یک تئوری اِسناد است که در آن، مردم برای تشریح چرایی رفتار مشخصی از خود و دیگران، دست به استنتاج سببی می‌زنند. این مدل به هر دو تئوری ادراک اجتماعی و ادراک از خود بازبسته است.
اصل هموردش می‌گوید، "یک اثر مرتبط می‌شود به یکی از دلایل احتمالی اش که، در طول زمان، با آن تغییر می‌کند (هم-وردش)"(Kelley, 1973:108). یعنی، یک رفتار خاص به دلایل توانشی ای(potential) که همزمان پدیدار می‌شوند، مرتبط است. این اصل زمانی که یک فرد فرصت نپاهش(observation) آن رفتار را در چندین موقعیت دارد، سودمند است.
دلایل یک نتیجه می‌تواند به خود شخص (درونی) یا محرک‌های دیگر (بیرونی) مرتبط باشد(Hewstone et al. , 1973). رفتارها بر اساس سه معیار اسناد یا مرتبط می‌شوند: هم-رایی (وفاق)، تمایز، استواری (ثبات)

## هم-رایی
هم-رایی، هم-وردش (تغییر همزمان) رفتار در افراد مختلف است. اگر افراد زیادی فکر کنند فرح زیباست، هم-رایی بالاست. اگر فقط آرش به چنین چیزی باور داشته باشد، هم-رایی پایین است. هم-رایی بالا به محرک (عامل بیرونی: در نمونه پیشگفته، به فرح مرتبط می‌شود) مرتبط/اسناد می‌شود درحالیکه 'هم-رایی پایین به خود شخص بازمی‌گردد (در این مورد، آرش).